# Попытка угона Ан-24 в Турцию (1978)
Попытка угона Ан-24 в Турцию произошла в четверг  9 ноября (по другим данным — 10 ноября) 1978 года, когда на борту Ан-24Б предприятия «Аэрофлот» один из пассажиров предпринял попытку угнать самолёт в Турцию, на что экипаж оказал сопротивление и направился в Махачкалу. Позже угонщик был найден погибшим, а обстоятельства его смерти до конца не установлены.

## Самолёт
Ан-24Б с бортовым номером СССР-46789 (заводской — 57301802, серийный — 018-02) был выпущен Киевским авиационным заводом в апреле 1965 года в пассажирском варианте с пассажировместимостью салона на 50 мест. Лайнер продали Министерству гражданской авиации СССР (выполняло полёты под маркой «Аэрофлот»), которое направило его в 1-й Краснодарский объединённый авиационный отряд Северо-Кавказского управления гражданской авиации.

## Экипаж
Экипаж самолёта был из 241-го (Краснодарского) лётного отряда и состоял из пяти человек:
- Командир воздушного судна (КВС) — Игорь Дмитриевич Сагатый;
- Второй пилот — Николай Ф. Лысенко;
- Штурман — Александр А. Курдюков;
- Бортинженер — Павел Д. Рядченко;
- Стюардесса — Валентина П. Зуб.

## Попытка угона
В тот день борт 46789 пилотируемый экипажем Игоря Сагатыя выполнял пассажирский рейс 6622 по маршруту Краснодар — Грозный — Баку и примерно в 18 часов благополучно приземлился в Грозненском аэропорту. Из-за проводившегося в здании ремонта, регистрацию и досмотр пассажиров осуществляли в городе, после чего автобусом доставляли на перрон. Посадка на борт перед вылетом в Баку уже закончилась, когда неожиданно к самолёту подъехал милицейский автомобиль, который привёз ещё двух опоздавших пассажиров. Но затем один из двух опоздавших, взглянув на Ан-24, заявил, что не собирается никуда лететь «на таком грязном самолёте», поэтому просто ушёл, тогда как второй, которым был ранее судимый 36-летний Э. Махаев, зашёл со своей сумкой в салон. С 42 пассажирами и 5 членами экипажа на борту рейс 6622 вылетел из Грозного и взял курс на Баку, заняв эшелон 4800 метров.
Когда борт 46789 проходил траверз Махачкалы, Махаев неожиданно встал и начал раздавать всем в салоне грецкие орехи, после чего, прокомментировав, что принесёт сейчас ещё, ушёл в переднее багажное отделение, где находилась его сумка. Однако в багажнике он завалил сумками и чемоданами дверь в салон, тем самым отрезав остальным пассажирам доступ к кабине. Затем он достал из сумки пистолет Walther P38, который был переделан на патроны от пистолета Макарова, и постучал в дверь в кабину пилотов.
Решив, что это стучит стюардесса Зуб, командир Сагатый велел бортинженеру Рядченко открыть дверь. Перед тем как открыть, Павел глянул в глазок, но из-за темноты ничего не увидел, поэтому открыл задвижку. В ту же секунду в кабину ворвался Махаев, который крикнув Курс на Турцию!, дважды выстрелил в Рядченко. Первая пуля пробила полу кителя бортинженера, а вторая попала ему в щиколотку, чего Павел сразу не заметил. При попытке выстрелить в третий раз, патрон пошёл в перекос, поэтому угонщик был вынужден отвлечься на передёргивание затвора, чем тут же воспользовался штурман Курдюков, который навалился на Махаева и вытолкнул его из кабины, после чего вместе с бортинженером закрыли дверь в кабину на задвижку. Через секунды за дверью раздались подряд четыре выстрела, а затем угонщик затих. Экипаж тем временем взял курс на Махачкалу и вскоре благополучно приземлился в аэропорту Уйташ, где раненный Рядченко был доставлен в больницу.
Махаев был найден мёртвым у входной двери в кабину с простреленной головой; в самой двери нашли четыре пулевых пробоины. Причина его гибели до конца так и не была определена. Согласно одной из версий, поняв, что самолёт следует на один из советских аэродромов, бывший уголовник Махаев не захотел сдаваться и застрелился, пустив последнюю пулю себе в голову (магазин P38 рассчитан на 8 патронов, из которых 3 были выпущены в кабине и 4 после в дверь). Согласно другой, преступник, держа пистолет на уровне живота, стрелял в дверь почти в упор, не зная, что она бронированная. В результате последняя пуля срикошетила и попала угонщику в голову.

## Последствия
2 января 1979 года экипаж рейса 6622З за срыв угона самолёта был удостоен государственных наград:
- Командир Сагатый — орден Красной Звезды;
- Второй пилот Лысенко, штурман Курдюков и бортинженер Рядченко — медали «За отвагу»;
- Стюардесса Зуб — медаль «За трудовую доблесть».

27 февраля 1979 года приказом № 21 Министерства гражданской авиации Ан-24 борт СССР-46789 был списан «по отработке назначенного ресурса».